# Dmitry Svetushkin
Dmitry Svetushkin (* 25. Juli 1980; † 4. September 2020 in Chișinău) war ein moldauischer Schachspieler.
Die moldauische Einzelmeisterschaft konnte er 2000 in Chișinău gewinnen. Er spielte für Moldau von 2000 bis 2018 bei zehn Schacholympiaden und nahm dreimal an den europäischen Mannschaftsmeisterschaften (2011, 2015 und 2017) teil.
In Deutschland spielte er für die SG Trier und den SK Heidelberg-Handschuhsheim, in Frankreich für Metz Fischer und in Spanien für Magic Extremadura (bis 2013 Magic Mérida).
Im Jahre 1997 wurde ihm der Titel Internationaler Meister (IM) verliehen, 2002 der Titel Großmeister (GM). Seit 2014 trug er den Titel FIDE-Trainer.
| Die zur Anzeige dieser Grafik verwendete Erweiterung wurde dauerhaft deaktiviert. Wir arbeiten aktuell daran, diese und weitere betroffene Grafiken auf ein neues Format umzustellen. (Mehr dazu) |

## Veröffentlichungen
- The Ultimate Anti-Grünfeld: A Sämisch Repertoire. Chess Stars, Sofia 2013. ISBN 978-9548782944.